# Helena Viegas
Helena Adão Viegas (Luanda, 27 aprile 1995) è un'ex cestista angolana.

## Carriera
Con l'Angola ha disputato i Campionati mondiali del 2014.